# Mahéru
Mahéru is een gemeente in het Franse departement Orne (regio Normandië) en telt 261 inwoners (1999). De plaats maakt deel uit van het arrondissement Mortagne-au-Perche.

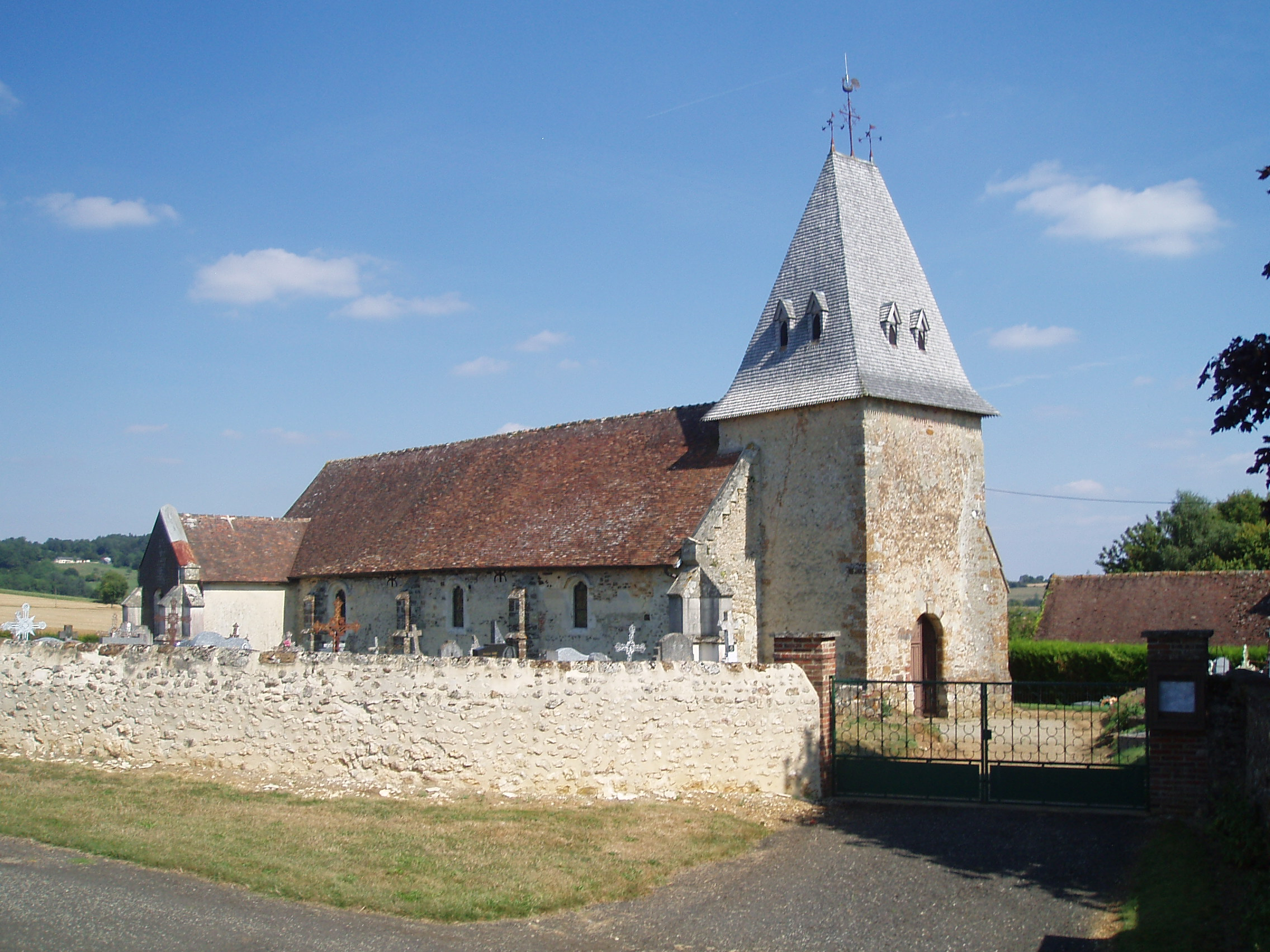
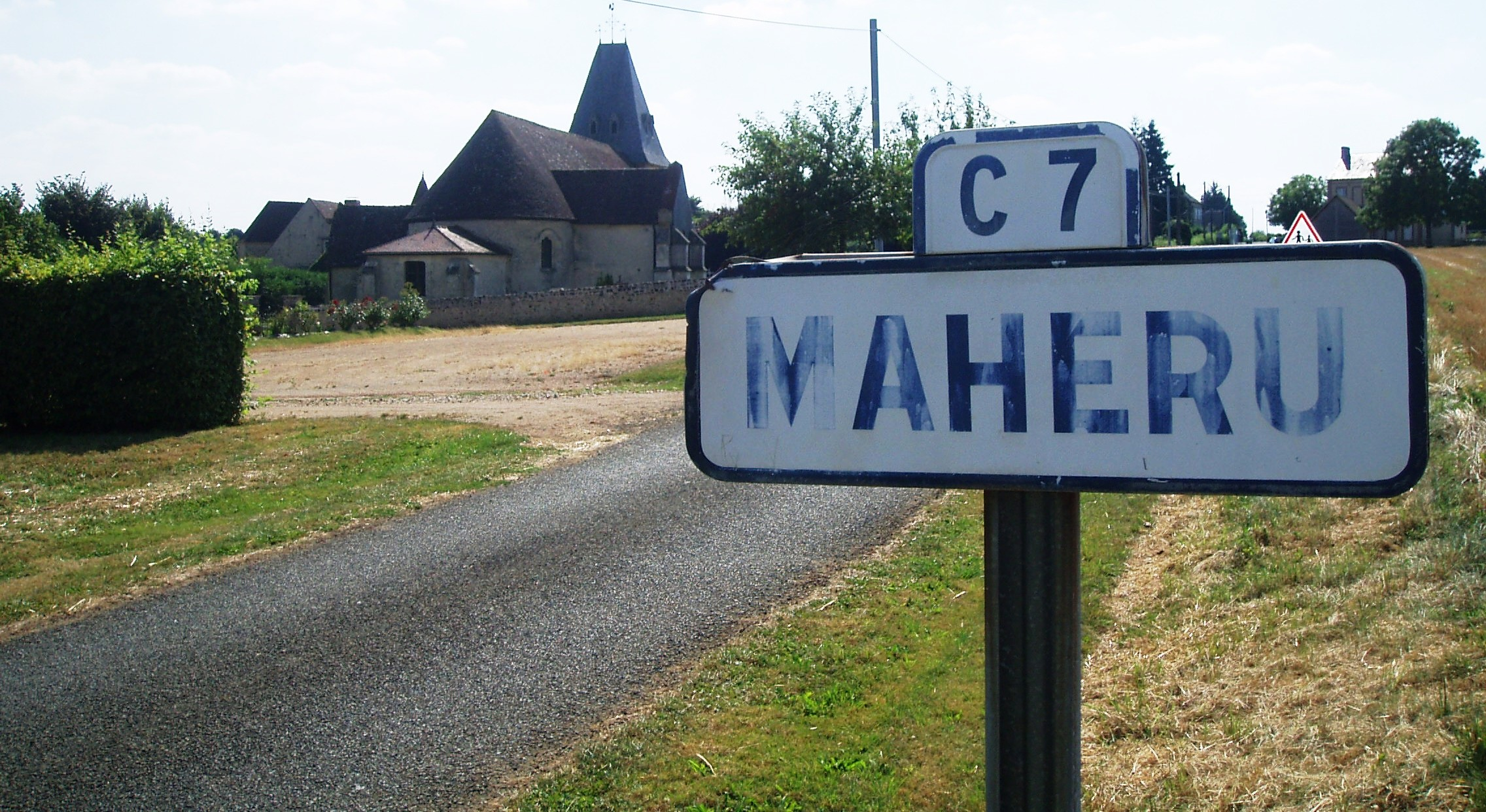

## Geografie
De oppervlakte van Mahéru bedraagt 19,2 km², de bevolkingsdichtheid is 13,6 inwoners per km².
De onderstaande kaart toont de ligging van Mahéru met de belangrijkste infrastructuur en aangrenzende gemeenten.

## Demografie
Onderstaande figuur toont het verloop van het inwonertal (bron: INSEE-tellingen).